# Stéphanie Atger
Stéphanie Atger (nascida em 11 de outubro de 1975) é uma política francesa do Renascimento (RE), que é membro da Assembleia Nacional desde 2019, representando o 6º círculo eleitoral de Essonne.

## Carreira política
Atger tornou-se membro da Assembleia Nacional quando Amélie de Montchalin foi nomeada Ministra da Europa e dos Negócios Estrangeiros. Como sua substituta, Atger tomou o seu lugar na assembleia.
No parlamento, Atger serviu na Comissão de Assuntos Culturais e Educação de 2019 até 2020 antes de passar para a Comissão de Assuntos Sociais.

## Posições políticas
Em julho de 2019, Atger votou a favor da ratificação francesa do Acordo Económico e Comercial Abrangente da União Europeia (CETA) com o Canadá.